# Neesioscyphus carneus
Neesioscyphus carneus är en bladmossart som först beskrevs av Christian Gottfried Daniel Nees von Esenbeck, och fick sitt nu gällande namn av Riclef Grolle. Neesioscyphus carneus ingår i släktet Neesioscyphus och familjen Balantiopsidaceae. Inga underarter finns listade i Catalogue of Life.